# A86 (Groot-Brittannië)
De A86 is een 64,3 km lange hoofdverkeersweg in Schotland.
De weg verbindt Spean Bridge via Newtonmore met Kingussie

## Hoofdbestemmingen
- Newtonmore
- Kingussie